# Ucraina în timpul Primului Război Mondial
Până în momentul izbucnirii Primului Război Mondial, denumirea „Ucraina” era folosită cel mult din punct de vedere geografic, nevorbindu-se la acea dată de naționalitatea ucraineană. Teritoriul a ceea ce este în zilele noastre Ucraina a fost o parte a Imperiului Rus, iar o bună parte, anume cea de vest, era administrată de Austro-Ungaria, în conformitate cu granițele trasate de Congresul de la Viena din 1815.

## Rolul jucat de Ucraina în perioada antebelică
În condițiile în care granițele statelor europene de la sfârșitul secolului al XIX-lea nu respectau granițele etnice, ambele imperii (austro-ungar și rus) au încercat să-și extindă influența în teritoriile învecinate, profitând de creșterea conștiinței naționale ale popoarelor lor. Rusia sprijinea ucrainenii rusofili și, în general, comunitatea ucraineană din Galiția și Lodomeria pentru unirea cu restul Ucrainei, pe care Sankt Petersburgul o considera ca făcând parte în mod natural din Rusia, teritoiu pe care îl numea de altfel „Rusia Mică”. Austria sprijinea la rândul ei curentul naționalist ucrainean care se dezvolta la sfârșitul secolului al XIX-lea. Până la urmă, Ucraina nu reprezenta pentru cele două imperii decât un pion în lupta politică pentru controlul Balcanilor și a populației slave ortodoxe din zonă. 
În epocă se considera că este izbucnirea unui război în Balcani este inevitabil, principalii actorii urmând să fie Austro-Ungaria și Regatul Serbiei, datorită pe de-o parte a slăbirii puterii Vienei și a creșterii influenței mișcării panslave. Întărirea naționalismului etnic a concis cu creșterea puterii Serbiei, țără cu puternice sentimente anti-austriece. Austro-Ungaria ocupase în 1878 fosta provincie otomană Bosnia și Herțegovina, care avea o populație sârbă importantă. Bosnia a fost anexată în cele din urmă de Austria în 1908. Creșterea sentimentelor naționaliste a coincis cu declinul puterii Imperiului Otoman. Rusia sprijinea mișcarea panslavă invocând motive etnice și religioase, dar și rivalitatea cu Austria, care data încă de pe vremea Războiului Crimeii. Sankt Petersburgul își motiva acțiunile și prin eșecul negocierilor secrete ruso-austriece cu privire la Bosnia și de vechiul vis al Rusiei pentru controlul strâmtorilor Bosfor și Dardanele. 
Religia era încă o problemă importantă pentru cele două imperii. Când Austria și Rusia au împărțit Polonia la sfârșitul secolului al XVIII-lea, au căpătat un mare număr de supuși greco-catolici. Rusia dorea să convertească populația ucraineană la ortodoxism, folosind căi pașnice sau violente.
Cel mai important factor în această ecuație politică a fost maturizarea mișcării naționale ucrainene în perioada de dinaintea izbucnirii conflagrației mondiale. Maturizarea naționalismului ucrainean  a dus la apariția primului stat independent ucrainean. .

## Izbucnirea războiului

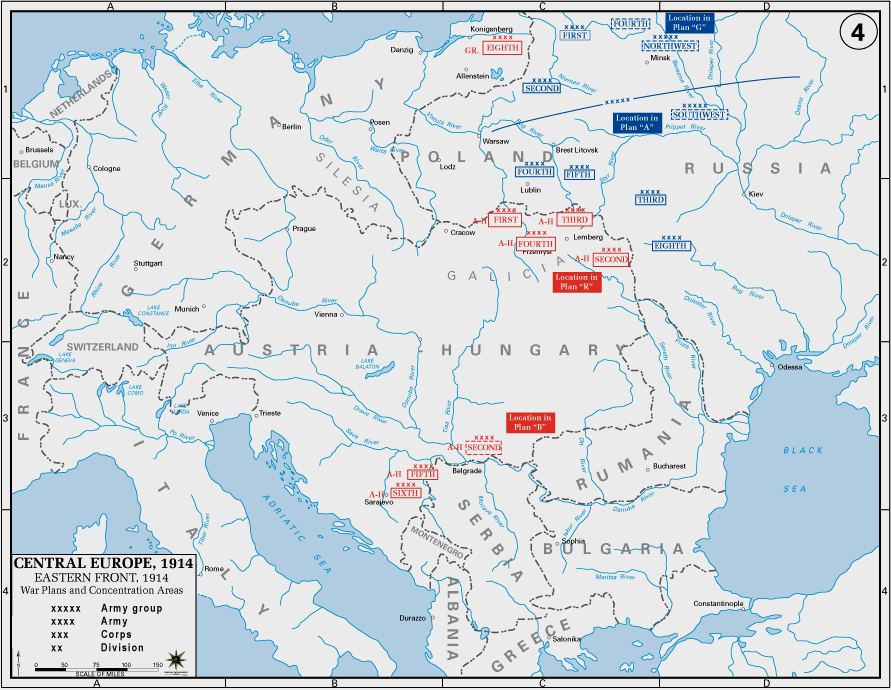
Frontul de răsărit în 1914

Înaintarea rușilor în Galiția a început în august 1914. În timpul acestei ofensive, armata rusă a reușit să împingă armata austriacă până la poalele Carpaților. Acest succes le-a asigurat rușilor controlul asupra întregului teritoriu de câmpie și anexarea unui teritoriu dorit de multă vreme. 
Soldații de origine etnică ucraineană se găseau în ambele armate aflate în conflict. Armata Imperială Rusă mobilizase în rândurile sale aproximativ 3,5 milioane de soldați ucraineni, în vreme ce austro-ungarii mobilizaseră aproximativ 250.000 de ucraineni. S-a ajuns astfel ca, la fel ca în cazurile altor fronturi și altor naționalități, soldații ucraineni să lupte unii împotriva celorlalți. Numeroși civili ucraineni au suferit în timpul luptelor, au fost internați în lagărele de la Talerhof  și Terezin, sau au fost executați ca spioni sau colaboraționiști ai unei sau celeilalte armate.

## Ucraina după Revoluția Rusă din 1917
În timpul Primului Război Mondial, Ucraina apuseană a fost câmpul de luptă al armatelor austro-ungare și ruse. Satele ucrainene au fost devastate în timpul luptelor. Ambele armate aveau în rândurile lor soldați ucraineni. În Regatul Galiției și Lodomeriei, peste 20.000 de ucraineni au fost suspectați ca simpatizanți ai Imperiului Rus, au fost arestați și internați în lagăre de concentrare ( Talerhof, Stiria și fortăreața Terezín Cehia).
Vedeți și: Ucraina după Revoluția Rusă și Războiul de Independență al Ucrainei

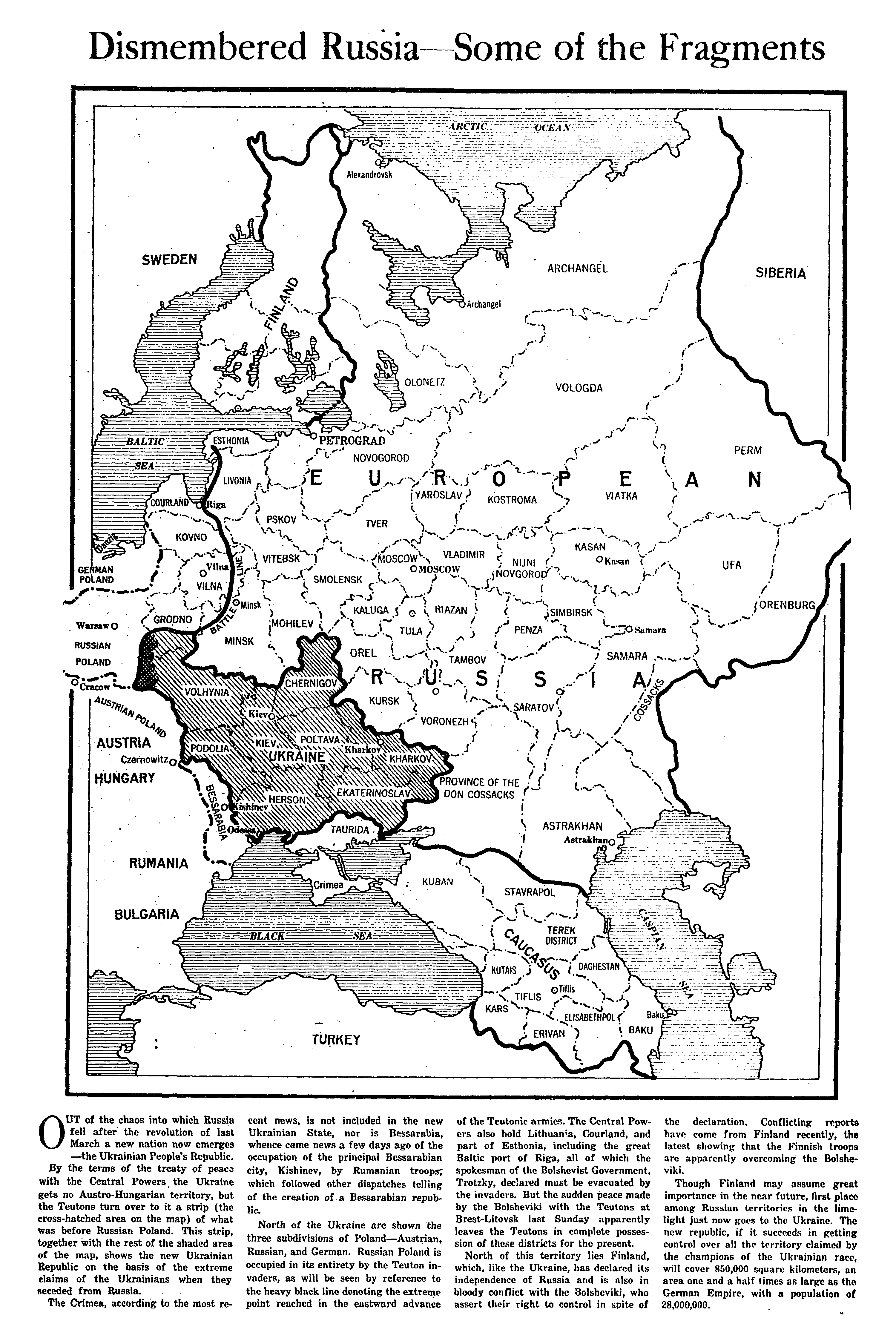
Articol din „The New York Times”, februarie 1918, care prezintă harta teritoriilor fostului Imperiu Rus revendicate de Republica Populară Ucraineană, mai înainte de unirea cu teritoriile fostului Imperiu Austro-Ungar devenite parte a Republicii Populare a Ucrainei Occidentale

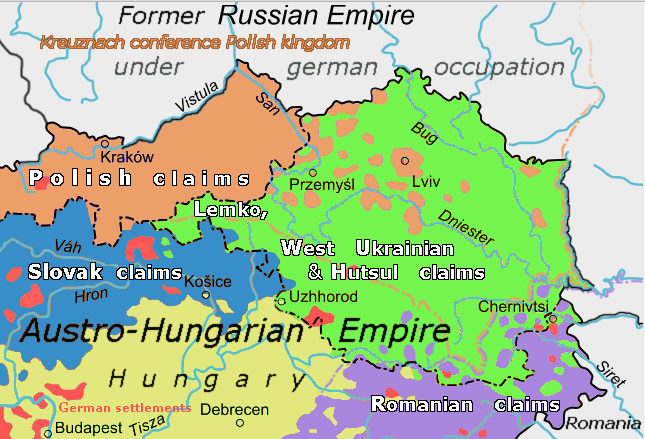
Harta revendicărilor Republicilor Ucrainene Apusene în 1918

Luptele nu s-au sfârșit pentru ucraineni odată cu încheierea primei conflagrații mondiale. Mai mult chiar, luptele au continuat și au devenit mai sângeroase odată cu izbucnirea Revoluției din 1917. Revoluția a declanșat un război civil în teritoriile fostului Imperiu Rus, și o bună parte a luptelor s-au dus pe teritoriul ucrainean. Forțele antrenate în conflict ( „roșii”,  „albii”, polonezii, ucrainenii) au fost responsabile de numeroase atrocități în această perioadă. Evreii ucraineni au avut mult de suferit în timpul raidurilor cazacilor, care au jefuit și masacrat membrii mai multor comunități evreiești. Și comunități locale creștine au avut parte de jafuri, vilori și masacre, dar la o scară mai redusă decât cele evreiești.
Au existat două încercări de proclamare a unui stat independent ucrainean. Unul dintre aceste state a avut capitala la Kiev (Republica Populară Ucraineană), celălalt la Lvov (Republica Populară a Ucrainei Occidentale), dar niciunul dintre ele nu s-a bucurat de un sprijin internațional suficient pentru a supraviețui.
Tratatul de la Versailles din 1919 a împărțit teritoriul ucrainean între mai multe state europene. În vest, Galiția și Volînia apusene au trecut sub controlul Poloniei. Bucovina a intrat în componența României Mari. Cehoslovacia a obținut controlul asupra Ujhorodului și  Mukachevoului. Restul teritoriului ucrainean, (regiunile centrale și estice) au intrat în componența Uniunii Sovietice. După încheierea luptelor Primului Război Mondial și ale Revoluției Ruse, ucrainenii și-au văzut năruite visurile pentru înființarea unui stat independent național. În timpul luptelor conflagrației mondiale și a războiului civil, peste 1,5 milioane de ucraineni își pierduseră viața. Din acest moment, mișcarea națională ucraineană a trecut în ilegalitate.